# 1651
Évszázadok: 16. század – 17. század – 18. század
Évtizedek: 1600-as évek – 1610-es évek – 1620-as évek – 1630-as évek – 1640-es évek – 1650-es évek – 1660-as évek – 1670-es évek – 1680-as évek – 1690-es évek – 1700-as évek
Évek: 1646 – 1647 – 1648 – 1649 –  1650 – 1651 – 1652 – 1653 – 1654 – 1655 – 1656

## Események

### Határozott dátumú események
- január 1. – II. Károlyt Skócia királyává koronázzák Scone-ban.[1]
- június 26. – Rákóczi Zsigmond feleségül veszi Sárospatakon Henrietta Mária pfalzi hercegnőt, ezzel Erdély a Poroszország körül alakuló szövetségi rendszerhez csatlakozik.[2]
- június 29–30. – A beresztecskói csata; a lengyel-litván hadsereg Bohdan Hmelnickij ellen vívott ütközete.[3]
- július 20. – Az angol parlamentáris hadsereg az inverkeithingi csatában legyőzi a skótok royalista csapatait.
- szeptember 2. – Köszem szultána meggyilkolása
- szeptember 3. – II. Károly csapatai vereséget szenvednek a köztársaságpártiaktól a worcesteri csatában.[4]

### Határozatlan dátumú események
- május – Bohdan Hmelnickij felkelésük győzelme esetére II. Rákóczi Györgynek ajánlja fel a lengyel koronát.
- az év folyamán – Zrínyi Péter megveri a törököt Szlavóniában.

## Az év témái

### 1651 az irodalomban
- Bécsben megjelenik Zrínyi Miklós elbeszélő költeménye, a „Szigeti veszedelem”.

### 1651 a jogalkotásban
- október 9. – A Cromwell-féle parlament elfogadja az angol hajózási törvényt („Navigation Act”), amely kimondja, hogy Ázsiából, Afrikából és Amerikából Angliába csak angol hajók – melynek legénységének legalább fele angol polgár – fedélzetén lehet árukat behozni, európai árukat pedig szintén angol vagy a küldő állam hajóin.[5]

## Születések
- augusztus 6. – François Fénelon, francia katolikus érsek, teológus, költő és író, a kvietizmus támogatója († 1715)
- október 4. – Csákányi Imre, jezsuita rendi tanár, költő († 1703)
- november 12. – Juana Inés de la Cruz nővér, mexikói költő († 1695)

## Halálozások
- június 30. – Tuhaj-bej tatár hadvezér (* ?)